# 柳田純司
柳田 純司（やなぎた じゅんじ、1984年1月20日〜）は、テレビ神奈川報道局報道部記者。元テレビ山口アナウンサー。

## 経歴
愛知県名古屋市出身、愛知県立千種高等学校、法政大学卒業。血液型AB型、2006年にテレビ山口へ入社。趣味は野球観戦、テニス、ボウリング、ジョギング。2014年9月末に同社を退社し、同年10月にテレビ神奈川へ移籍。
既婚者であり、横浜出身の妻とは学生時代に出会った。
好きなアナウンサーの一人にフリーアナウンサーの福澤朗がいる。学生時代に、友人から早稲田大学で講演会があると聞き、潜り込んだほどである（神奈川大学で特別講師として登壇した際に明かしたエピソード）。

## 担当番組

### 現在
- News Link（2018年4月2日 - ）- キャスター
- tvkニュース・天気（2018年から毎年、全国高等学校野球選手権神奈川大会開催に伴う特別編成で「News Link」が放送休止になった際の代替枠で、数日出演）

### 過去
テレビ山口時代（2006年4月 - 2014年9月）
- 寄り道カフェパブロ - マスター
- tysスーパー編集局 - スポチャン3担当
- スポーツ中継
- tysニュース